# Нетерпинці
Нете́рпинці —  село в Україні, у Залозецькій селищній громаді Тернопільського району Тернопільської області. .
До 2016 підпорядковувалося Білоголівській сільській раді. Від 14 вересня 2016 у складі Залозецької селищної громади. 
До 1970 поблизу Нетерпинців був хутір Альбанівка, мешканців якого переселили в села Бзовиця і Нетерпинці. Розташоване на річці Лопушанка, на півночі району
Населення — 189 осіб (2003).

## Історія
Перша писемна згадка — 1649.
Діяли «Просвіта» й інші українські товариства.
1 серпня 1934 року внаслідок адміністративної реформи село включене до новоствореної у Зборівському повіті об'єднаної сільської гміни Оліїв.
12 червня 2020 року, відповідно до розпорядження Кабінету Міністрів України № 724-р «Про визначення адміністративних центрів та затвердження територій територіальних громад Тернопільської області» увійшло до складу Залозецької селищної громади.
19 липня 2020 року, в результаті адміністративно-територіальної реформи та ліквідації Зборівського району, село увійшло до складу Тернопільського району.

## Населення

### Мова
Розподіл населення за рідною мовою за даними перепису 2001 року:
| Мова       | Кількість | Відсоток |
| ---------- | --------- | -------- |
| українська | 191       | 100%     |

## Пам'ятки

### Дерев'яна церква Здвиження Христового (1877р.)
«Фігури» Матері Божої та пам'ятний знак на честь скасування панщини.

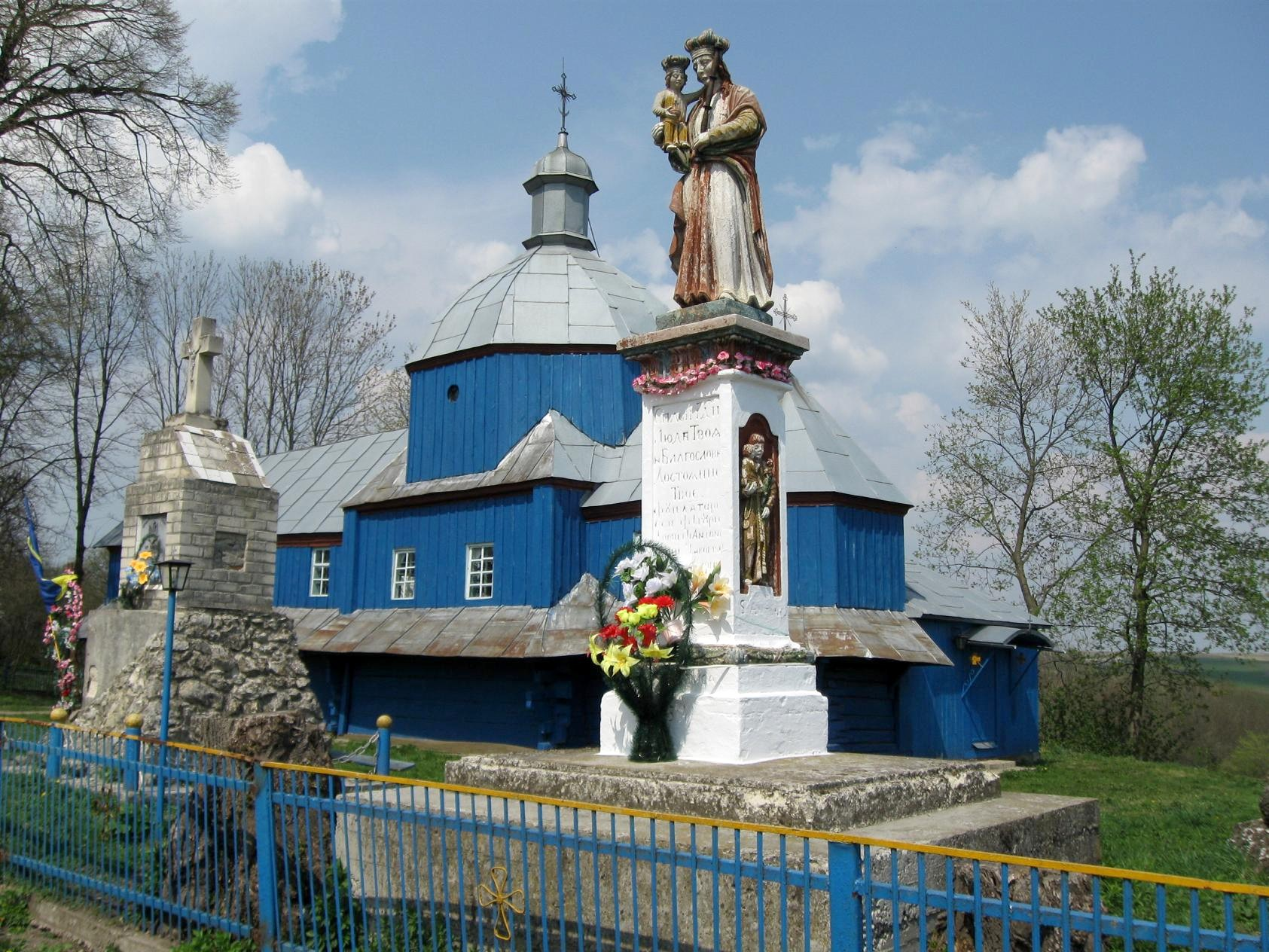
Фігура Божої Матері біля церкви.

Церква Вознесіння Христового була куплена громадою села в 1887 році в Винниках, Львівської області та перевезена в Нетерпинці.
Споруджено пам'ятник УСС (1996). На цвинтарі збереглася могила вояків УПА, полеглих 1947.

Пам'ятний знак бійцям УПА у селі Нетерпинці

### Скульптура Матері Божої з Ісусом
Щойновиявлена пам'ятка монументального мистецтва. Розташована біля церкви.
Робота самодіяльних майстрів, виготовлена із каменю (встановлена 1851 р.).
Скульптура — 1,2 м, постамент — 1,9х0,8х0,8 м, площа — 0,0064 га.

### Скульптура Матері Божої
Щойновиявлена пам'ятка монументального мистецтва. Розташована в центрі села, навпроти церкви.
Робота самодіяльних майстрів, виготовлена із каменю.
Скульптура — 1,2 м, постамент — 1,9х0,8х0,8 м, площа — 0,0003 га.

## Соціальна сфера
Діє бібліотека.

## Галерея

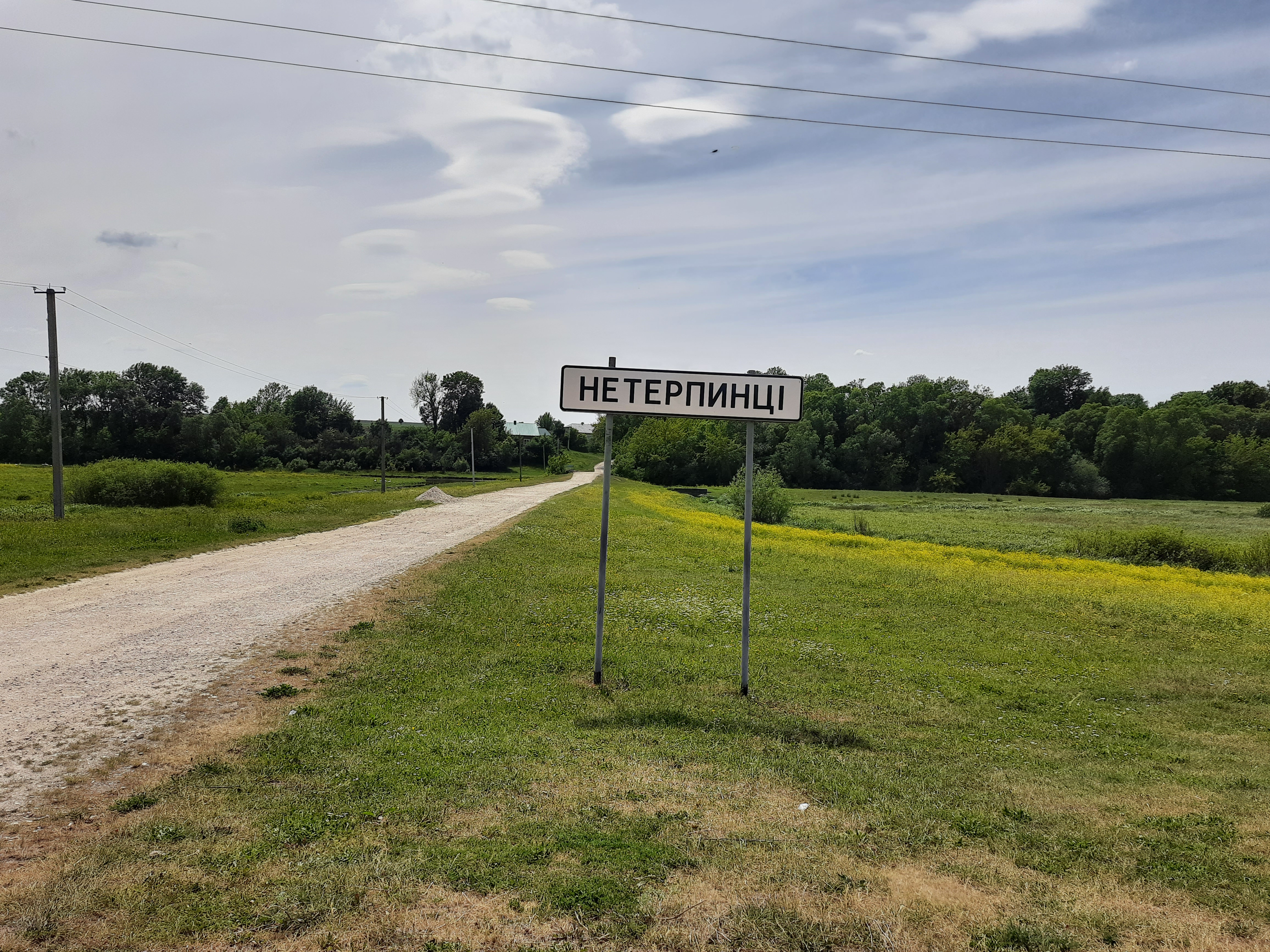
Дорожній знак при в'їзді в село
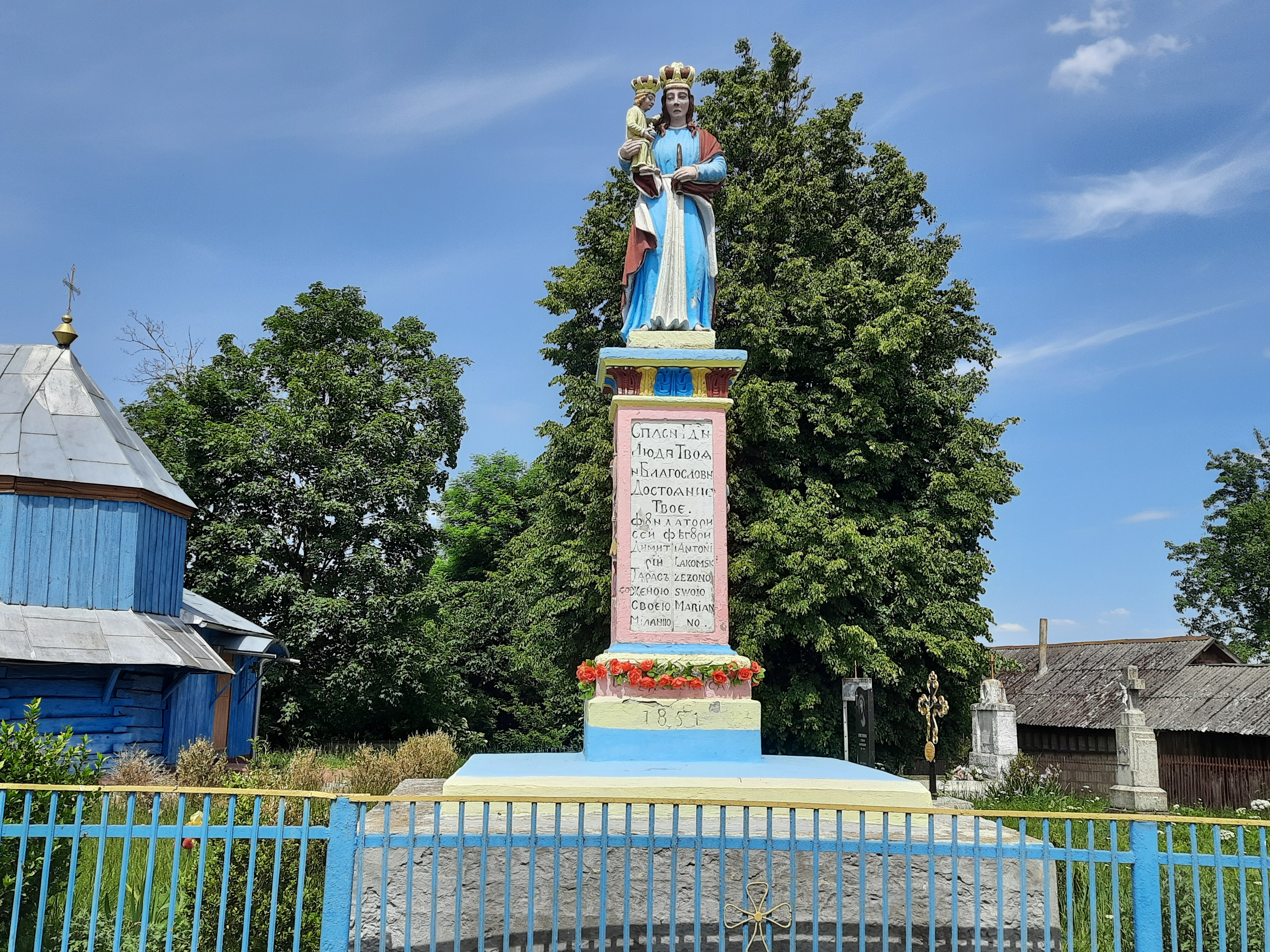
Скульптура Матері Божої з Ісусом
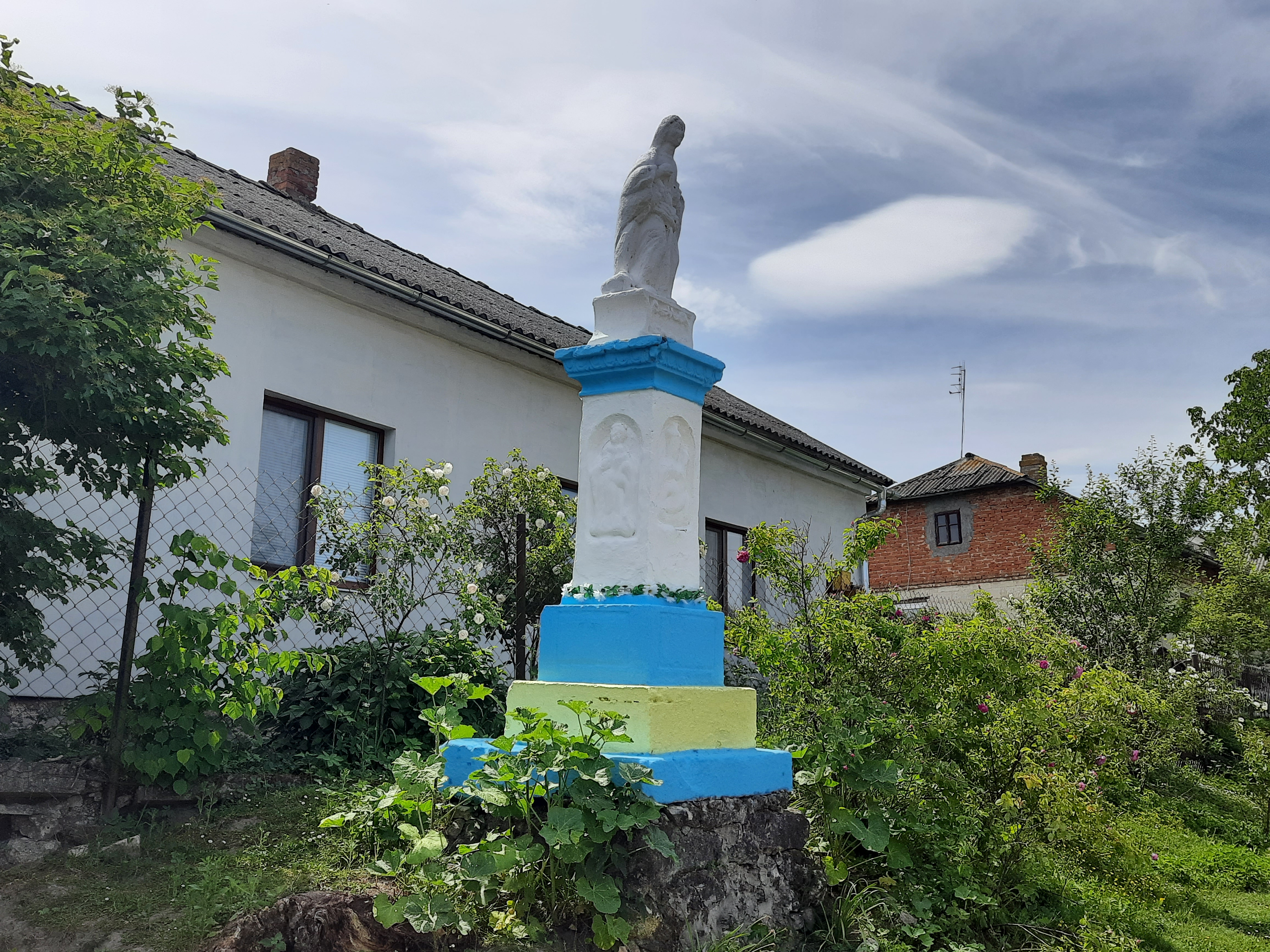
Скульптура Матері Божої
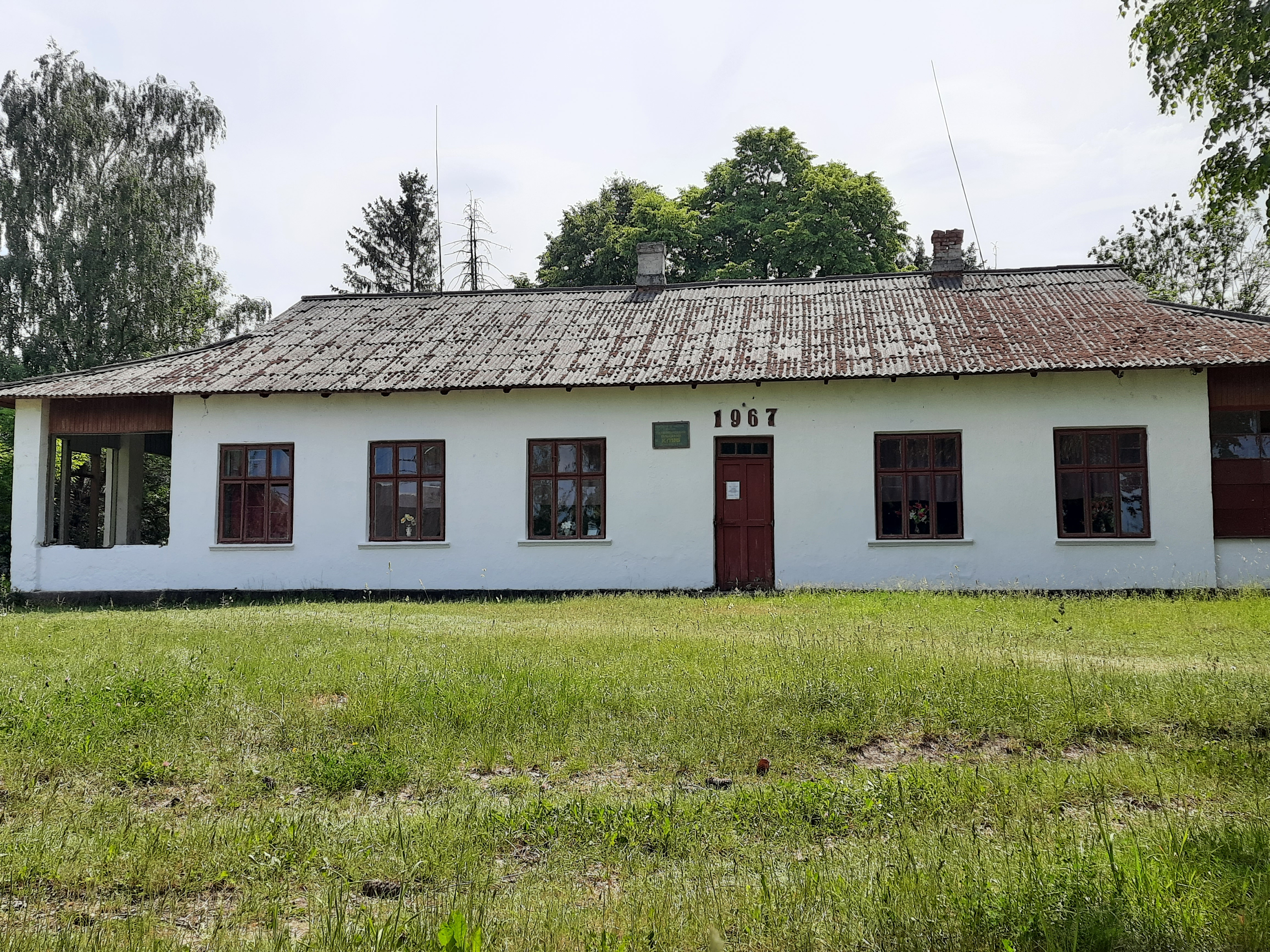
Клуб
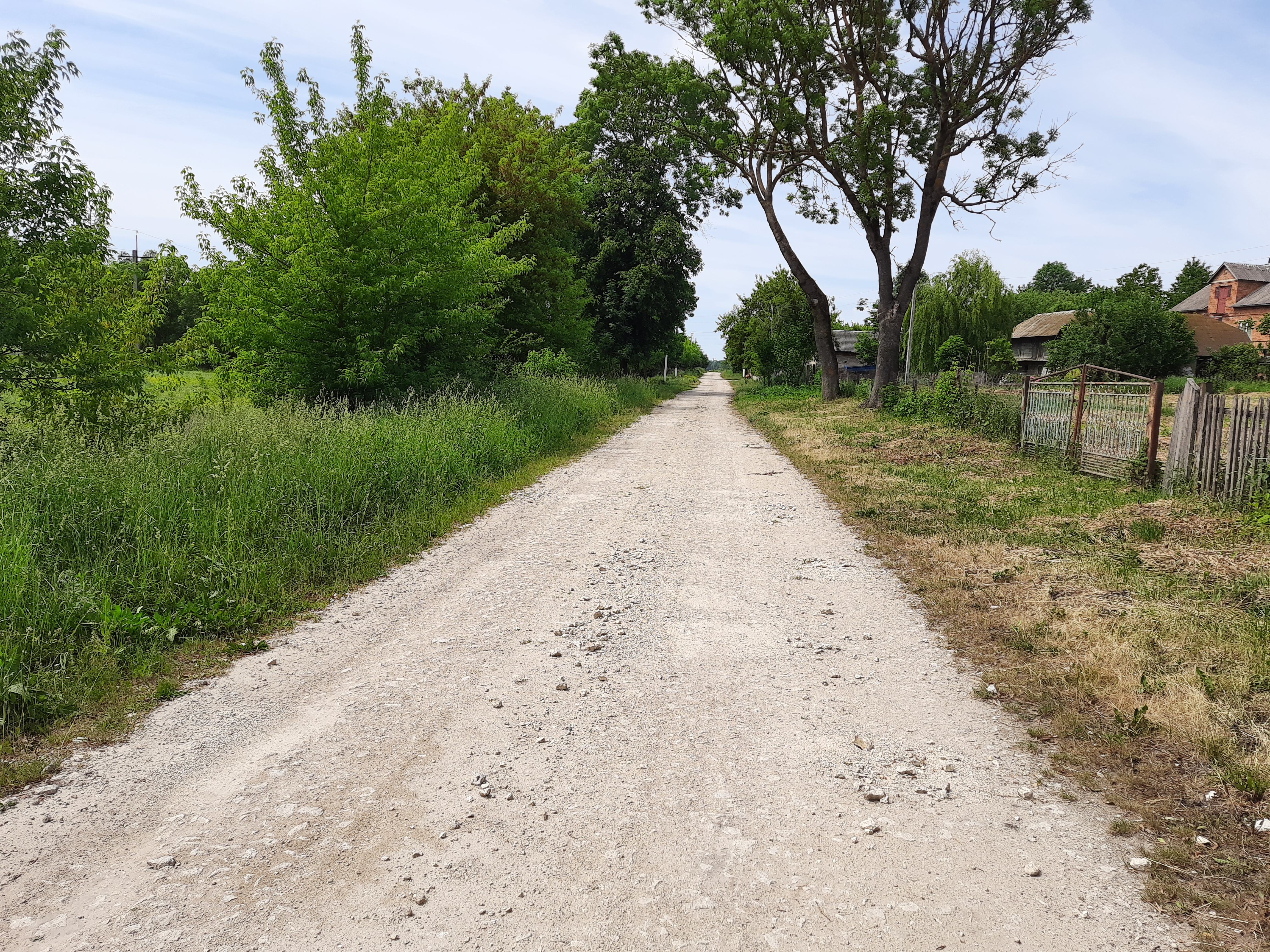
Сільська вулиця
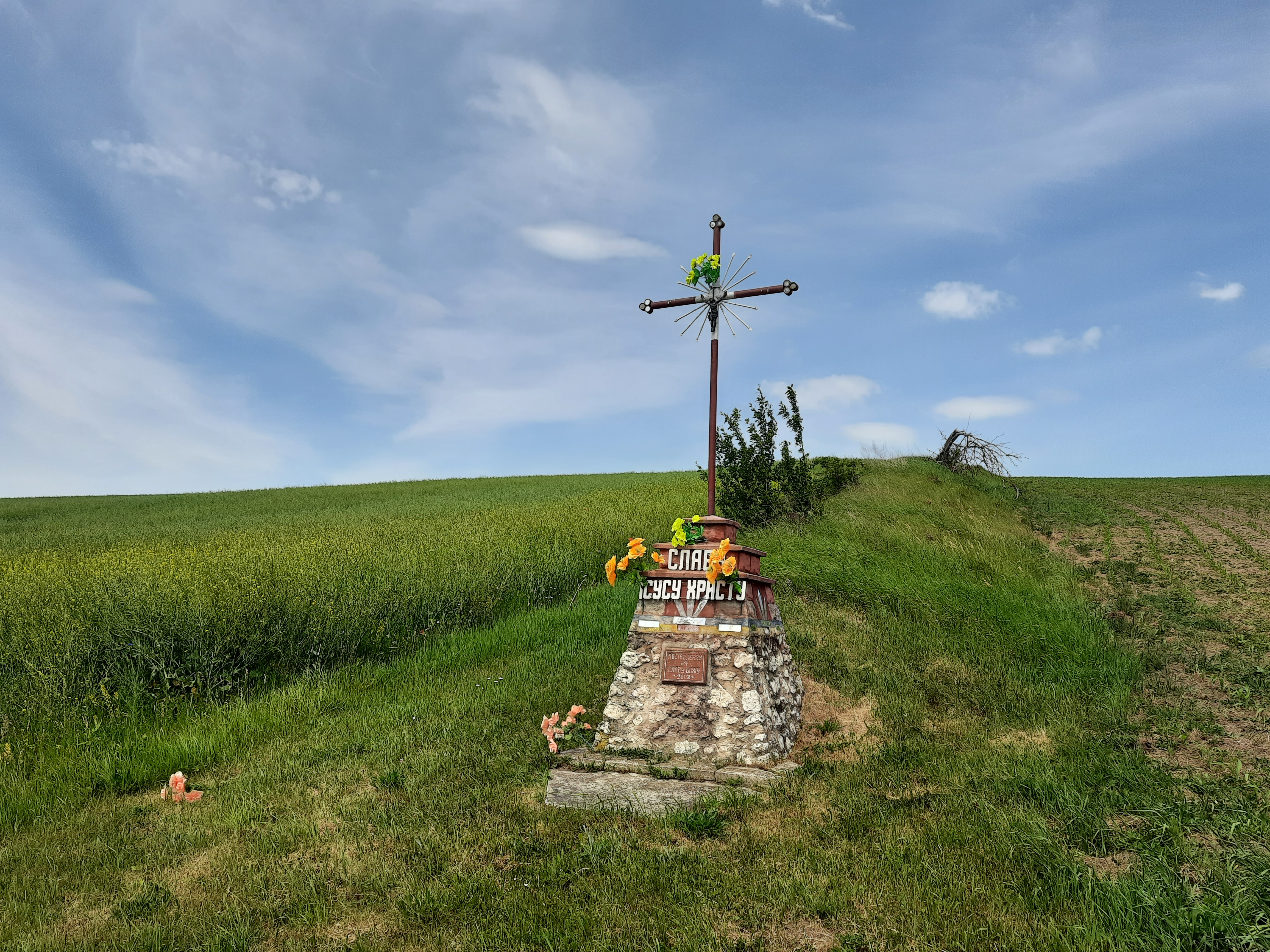
Пам'ятний хрест на околиці села
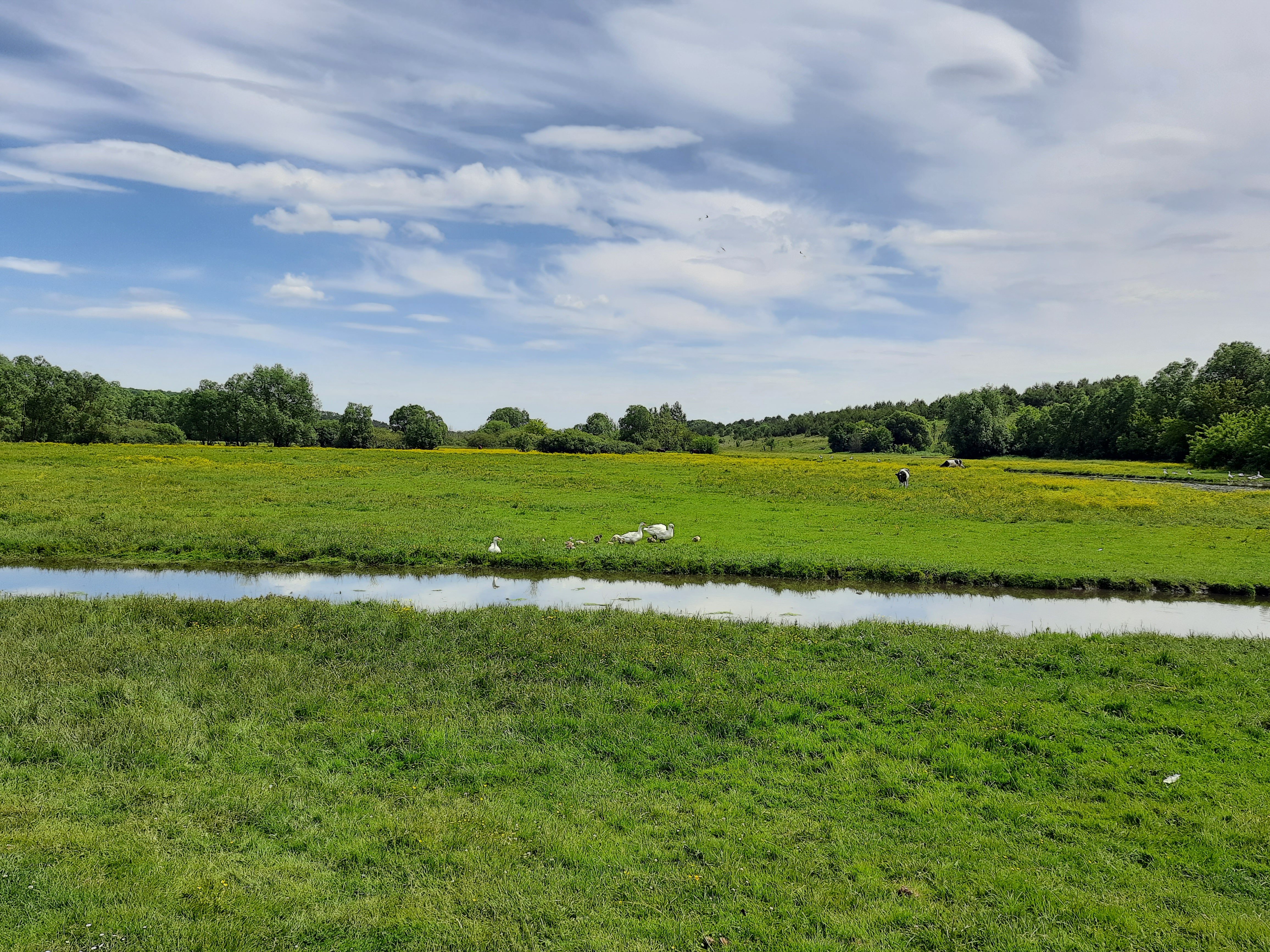
Краєвид біля села
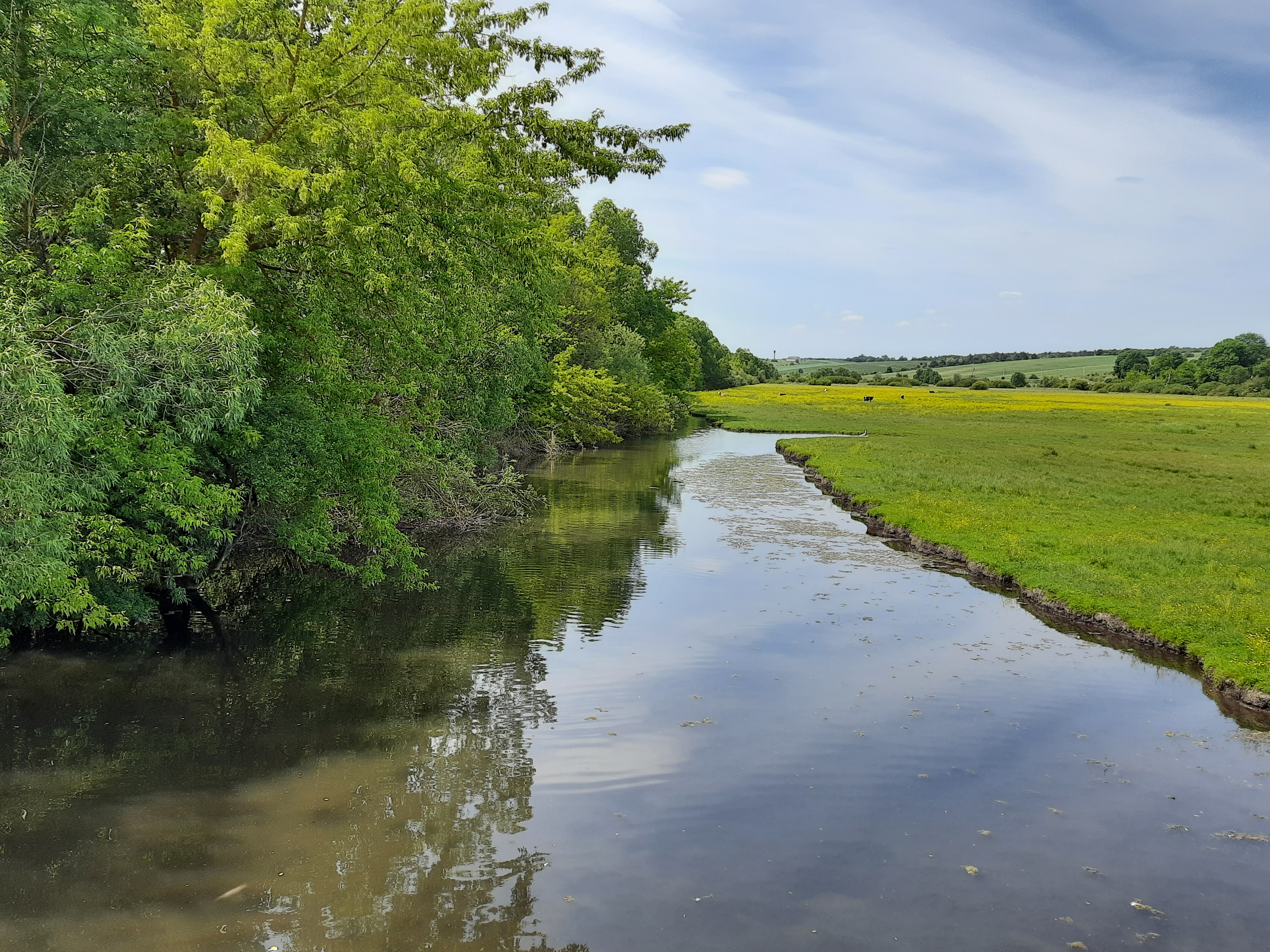
Річка Лопушанка біля села